# İlbank Gençlik ve Spor Kulübü 2022-2023
Questa voce raccoglie le informazioni riguardanti l'İlbank Gençlik ve Spor Kulübü nelle competizioni ufficiali della stagione 2022-2023.

## Stagione
L'İlbank Gençlik ve Spor Kulübü utilizza la denominazione sponsorizzata   nella stagione 2022-23.
Partecipa alla Sultanlar Ligi, classificandosi al quattordicesimo posto, finendo quindi per retrocedere in Voleybol 1. Ligi senza vincere alcun incontro. Esce alla fase a gironi senza ottenere alcuna vittoria anche in Coppa di Turchia.

## Organigramma societario
Area direttiva
- Presidente: Yusuf Büyük

Area tecnica
- Allenatore: Mehmet Duygun
- Allenatore in seconda: Barış Topcu
- Assistente allenatore: Mahircan Otlu
- Scoutman: Mustafa Korkmaz

## Rosa
| N° | Nome           | Ruolo | Data di nascita  | Nazionalità sportiva |
| -- | -------------- | ----- | ---------------- | -------------------- |
| 1  | Sude Pehlivan  | O     | 8 gennaio 2002   | Turchia              |
| 2  | Selen Ursavaş  | L     | 15 aprile 2000   | Turchia              |
| 3  | Eylül Karadaş  | P     | 3 settembre 2001 | Turchia              |
| 4  | Fatma Erdoğan  | C     | 1º gennaio 2002  | Turchia              |
| 5  | Sinem Bayazıt  | L     | 14 gennaio 1999  | Turchia              |
| 6  | Aysun Aygör    | S     | 29 gennaio 2001  | Turchia              |
| 8  | Deniz Yazar    | C     | 10 aprile 2006   | Turchia              |
| 10 | Melda Güler    | S     | 11 novembre 2000 | Turchia              |
| 11 | Suna Erel      | P     | 1º ottobre 1991  | Turchia              |
| 12 | Aybüke Özdemir | C     | 15 giugno 1996   | Turchia              |
| 15 | Tuğçe Öcal     | S     | 28 maggio 2000   | Turchia              |
| 16 | Ecesu Soner    | C     | 25 maggio 2002   | Turchia              |
| 17 | Azra Uğraş     | S     | 24 maggio 2005   | Turchia              |
| 18 | Ayşin Yarayan  | S     | 1º febbraio 2006 | Turchia              |
| 19 | Ceren Yüzgenç  | O     | 11 giugno 2001   | Turchia              |

## Statistiche

### Statistiche di squadra
| Competizione     | Punti | In casa | In casa | In casa | In trasferta | In trasferta | In trasferta | Totale | Totale | Totale |
| Competizione     | Punti | G       | V       | P       | G            | V            | P            | G      | V      | P      |
| ---------------- | ----- | ------- | ------- | ------- | ------------ | ------------ | ------------ | ------ | ------ | ------ |
| Sultanlar Ligi   | 0     | 13      | 0       | 13      | 13           | 0            | 13           | 26     | 0      | 26     |
| Coppa di Turchia | 0     | 0       | 0       | 0       | 0            | 0            | 0            | 3      | 0      | 3      |
| Totale           | -     | 13      | 0       | 13      | 13           | 0            | 13           | 29     | 0      | 29     |

G = partite giocate; V = partite vinte; P = partite perse

### Statistiche dei giocatori
| Giocatore   | Campionato | Campionato | Campionato | Campionato | Campionato | Coppa di Turchia | Coppa di Turchia | Coppa di Turchia | Coppa di Turchia | Coppa di Turchia | Totale | Totale | Totale | Totale | Totale |
| Giocatore   | P          | PT         | AV         | MV         | BV         | P                | PT               | AV               | MV               | BV               | P      | PT     | AV     | MV     | BV     |
| ----------- | ---------- | ---------- | ---------- | ---------- | ---------- | ---------------- | ---------------- | ---------------- | ---------------- | ---------------- | ------ | ------ | ------ | ------ | ------ |
| A. Aygör    | 26         | 214        | 187        | 18         | 9          | 3                | 10               | 10               | 0                | 0                | 29     | 224    | 197    | 18     | 9      |
| S. Bayazıt  | 26         | 0          | 0          | 0          | 0          | 3                | 0                | 0                | 0                | 0                | 29     | 0      | 0      | 0      | 0      |
| F. Erdoğan  | 12         | 1          | 1          | 0          | 0          | 1                | 0                | 0                | 0                | 0                | 13     | 1      | 1      | 0      | 0      |
| S. Erel     | 11         | 16         | 9          | 2          | 5          | 3                | 3                | 2                | 1                | 0                | 14     | 19     | 11     | 3      | 5      |
| M. Güler    | 21         | 137        | 101        | 25         | 11         | 2                | 4                | 2                | 1                | 1                | 23     | 141    | 103    | 26     | 12     |
| E. Karadaş  | 20         | 60         | 39         | 12         | 9          | 1                | 1                | 0                | 0                | 1                | 21     | 61     | 39     | 12     | 10     |
| T. Öcal     | 26         | 264        | 241        | 6          | 17         | 3                | 27               | 27               | 0                | 0                | 29     | 291    | 268    | 6      | 17     |
| A. Özdemir  | 15         | 22         | 14         | 5          | 3          | 3                | 1                | 0                | 1                | 0                | 18     | 23     | 14     | 6      | 3      |
| S. Pehlivan | 18         | 81         | 68         | 10         | 3          | 3                | 11               | 10               | 1                | 0                | 21     | 92     | 78     | 11     | 3      |
| E. Soner    | 26         | 150        | 110        | 31         | 9          | 3                | 16               | 15               | 1                | 0                | 29     | 166    | 125    | 32     | 9      |
| A. Uğraş    | 14         | 14         | 12         | 0          | 2          | 2                | 0                | 0                | 0                | 0                | 16     | 14     | 12     | 0      | 2      |
| S. Ursavaş  | 18         | 0          | 0          | 0          | 0          | 2                | 0                | 0                | 0                | 0                | 20     | 0      | 0      | 0      | 0      |
| A. Yarayan  | 17         | 44         | 36         | 6          | 2          | 3                | 14               | 13               | 0                | 1                | 20     | 58     | 49     | 6      | 3      |
| D. Yazar    | 2          | 1          | 1          | 0          | 0          | 0                | 0                | 0                | 0                | 0                | 2      | 1      | 1      | 0      | 0      |
| C. Yüzgenç  | 12         | 48         | 38         | 4          | 6          | 3                | 12               | 9                | 0                | 3                | 15     | 60     | 47     | 4      | 9      |

P = presenze; PT = punti totali; AV = attacchi vincenti; MV = muri vincenti; BV = battute vincenti